# 洛恩岩
洛恩岩（英語：Lorn Rocks），是南極洲的岩石，位於比斯科群島，處於拉耶島北端以西22公里，由英國研究隊繪入地圖，該岩石現時由南極條約體系管理。